# Peter Cosgrove
Peter John Cosgrove (Sydney, 28 juli 1948) is een voormalig Australisch militair. Van 28 maart 2014 tot 1 juli 2019 diende hij als gouverneur-generaal van Australië, vertegenwoordiger van de Kroon. Eerder was hij van 4 juli 2002 tot 3 juni 2005 Chief of the Defence Force namens de Australian Army, met de rang van generaal.